# Кримоцька сільська рада
Кримоцька сільська рада — колишня адміністративно-територіальна одиниця та орган місцевого самоврядування у Радомишльському районі Малинської і Волинської округ, Київської й Житомирської областей Української РСР та України з адміністративним центром у с. Кримок.

## Населені пункти
Сільській раді підпорядковувались населені пункти:
- с. Кримок
- с. Білка
- с. Спірне
- с. Таборище
- с. Хомівка

## Населення
Кількість населення сільської ради, станом на 1924 рік, становила 1 375 осіб (з перевагою населення польської національности), дворів — 287.
У 1926 році чисельність населення сільської ради становила 1 429 осіб.
Кількість населення ради, станом на 1931 рік, становила 1 559 осіб.
Відповідно до результатів перепису населення СРСР, кількість населення ради, станом на 12 січня 1989 року, становила 952 особи.
Станом на 5 грудня 2001 року, відповідно до перепису населення України, кількість мешканців сільської ради становила 725 осіб.

## Склад ради
Рада складалася з 14 депутатів та голови.

### Керівний склад сільської ради
| ПІБ                            | Основні відомості                                                                             | Дата обрання | Дата звільнення |
| ------------------------------ | --------------------------------------------------------------------------------------------- | ------------ | --------------- |
| Галицький Віталій Болеславович | Сільський голова, 1961 року народження, освіта, член Всеукраїнського об'єднання 'Батьківщина' | 26.03.2006   | 31.10.2010      |
| Галицький Віталій Болеславович | Сільський голова, 1961 року народження, освіта середня загальна, безпартійний                 | 31.10.2010   |                 |

Примітка: таблиця складена за даними джерела

## Історія
Створена 1923 року, в складі с. Кримок та хуторів Гераськів Ліс, Казимирівка та Цибель Вишевицької волості Радомисльського повіту Київської губернії. 7 березня 1923 року включена до складу новоствореного Радомишльського району Малинської округи. На 15 червня 1926 року в підпорядкуванні значаться хутори Колодежне, Кримоцькі хутори, Нехворощ, на 13 лютого 1928 року — Грузька, Поруб, Шия, х. Нехворощ не перебуває на обліку, на 1929 рік числяться хутори Кримоцьке лісництво і Просище, на 1 жовтня 1941 року числиться х. Барак, хутори Гераськів Ліс, Грузька, Казимирівка, Колодежне, Поруб, Просище, Цибель та Шия не перебувають на обліку населених пунктів.
Станом на 1 вересня 1946 року сільська рада входила до складу Радомишльського району Житомирської області, на обліку в раді перебувало с. Кримок, хутори Барак та Кримоцьке лісництво не перебувають на обліку населених пунктів.
11 серпня 1954 року, відповідно до указу Президії Верховної ради Української РСР «Про укрупнення сільських рад по Житомирській області», сільську раду ліквідовано, територію та с. Кримок передано до складу Великорачанської сільської ради Радомишльського району. Відновлена 1 червня 1985 року, відповідно до рішення Житомирського облвиконкому № 222 «Про деякі питання адміністративно-територіального устрою», в складі сіл Кримок Великорачанської сільської ради та Білка, Спірне, Таборище і Хомівка ліквідованої Білківської сільської ради Радомишльського району.
Припинила існування 7 грудня 2017 року через об'єднання до складу Радомишльської міської територіальної громади Радомишльського району Житомирської області.